# ナ*ナ*キ!!
『ナ＊ナ＊キ!!』は、水谷悠珠による日本の漫画作品。『月刊ComicREX』（一迅社）にて、2006年4月号から2007年10月号まで連載された。

## あらすじ
七人姉妹の末っ子であり元気がとりえの女子高生・薪岡七姫。彼女は3年でクラス委員長となり、不登校だった親友・涼子を学校に登校させたり、協調性の無いクラスメイトを運動会に参加させたりと、友人である茉莉花や司を巻き込んで様々な行動を起こしていく。

## 登場人物

### 主要キャラ
薪岡 七姫（まきおか ななき）
主人公。私立アナスタシア学園に通う17歳の女子高生。愛称はナナキ。クラス委員長。
身長143cmという小ささと、七人姉妹の末っ子ということで子供扱いされることが多い。
明るく社交的で「超」が付く程の元気っ子。行動力もあり、友人の悩みを一緒に解決しようとしたり、文化祭のアイデアでクラスをまとめる一面も。但し、勉強は苦手。
人柄から友達も多い。特に茉莉花、司、涼子とは特に仲が良く、ほとんど一緒にいる。
家は旧・華族の家柄で相当な資産家である。
笹野 茉莉花（ささの まりか）
七姫の友達。家は元・商家。
クールな性格で、七姫のからかいもさらりと受け流す（例外もアリ）。
クラスメイトの友香とは何かと衝突していたが、「おと会（運動会の愛称）」をきっかけに緩和される。
中学生時代、自分を好きになった男子からストーカーまがいの行為をされた経験から男嫌いになってしまった。
篠塚 司（しのづか つかさ）
七姫の友達。おっとりしていて、自分の時間を大切にする性格。家は花屋。
七姫のペースに巻き込まれっぱなしだが、芯は強い。吹奏楽部に所属しフルートを担当している。
たまに強烈な毒舌を発するが、本人に自覚がない。
白井 涼子（しらい りょうこ）
七姫の友達。美術部に所属していたが、後輩をかばう為に問題を起こして退部した（その後、連帯責任で廃部）。3年生に進級してから登校していなかったが、七姫の活躍で登校するように。
七姫とは中学生時代に『キムチプリン』というお笑いコンビを組んでいた。

### クラスメイト・その他
細川 友香（ほそかわ ともか）
七姫のクラスメイト。よく茉莉花と衝突するが、割と仲良くやっている様子。
初めの方は勉強優先で学校行事にも消極的だったが、七姫のおかげで緩和された。
立花 桜子（たちばな さくらこ）
涼子がかばった後輩。誰よりも涼子を尊敬し、美術部復活にもやる気満々で挑んでいる。

### 薪岡家
薪岡 華乃子（まきおか かのこ）
薪岡家当主。七姫の母。厳格な性格で、何よりも「不正」と「悪事」を憎む。
薪岡 一姫（まきおか かずき）
長女。33歳の会社社長。
薪岡 二葉（まきおか ふたば）
次女。31歳の会社副社長。一姫をサポートしている。
薪岡 三姫（まきおか みき）
三女。27歳の小説家。男っ気は全く無い。
薪岡の会社の一つを任されることになっていたが、「小説家になる」と姉妹の中で初めて母親に反抗した。
薪岡 四葉（まきおか よつば）
四女。24歳の主婦。料理が得意で、結婚している旦那が丸くなってきているらしい。
料理教室を開いている。
薪岡 五姫（まきおか いつき）
五女。22歳の服飾デザイナー（修行中）。徘徊癖があるらしい。
薪岡 六葉（まきおか むつは）
六女。19歳の女子大生。現在、メイドカフェでバイト中。
薪岡 七姫（まきおか ななき）
七女。17歳の女子高生。詳細は上記の『薪岡七姫』を参照。

## 書誌情報
- 水谷悠珠『ナ*ナ*キ!!』一迅社〈IDコミックス REXコミックス〉、全3巻
  1. 2006年10月7日発売[1]、ISBN 4-7580-6028-2
  2. 2007年4月9日発売[2]、ISBN 9784758060486
  3. 2007年11月9日発売[3]、ISBN 9784758060684